# Jean de Beaugrand
Jean de Beaugrand   (París, c. 1595 - París, 22 de desembre de 1640) va ser un matemàtic francès.

## Vida i obra
Es creu que era fill d'un altre Jean Beaugrand, que va ser professor de cal·ligrafia a la cort del rei, però res del cert es coneix de la seva vida. També es diu que va ser deixeble de François Viète, però com que Viète va morir el 1603, no ho va poder ser gaire temps quan era molt jove. Va ser secretari de la corona encarregat d'emetre les autoritzacions de publicació dels llibres.
El 1624 va publicar una edició del In Artem Analyticem Isagoge de Viète, amb alguna reformulació de la notació. El 1635 va estar un any sencer a Itàlia, on va estar en contacte amb Bonaventura Cavalieri.
Ès recordat pels seus enfrontaments amb Descartes i amb Desargues. Amb el primer va ser arrel de la publicació del seu llibre titulat Geostatique (1636) que Descartes va criticar de forma molt dura dient que el seu contingut erairrellevat, ridícul i equivocat. A Desargues el va atacar ell, en un imprès publicat de forma pòstuma el 1642, titulat Advis charitables, que demostra que no es va llegir amb atenció l'obra de Desargues.